# Pixi-Bücher
Die Pixi-Bücher sind eine im Carlsen Verlag, Hamburg, erscheinende Serie von Lese- und Vorlesebüchern für Kinder.

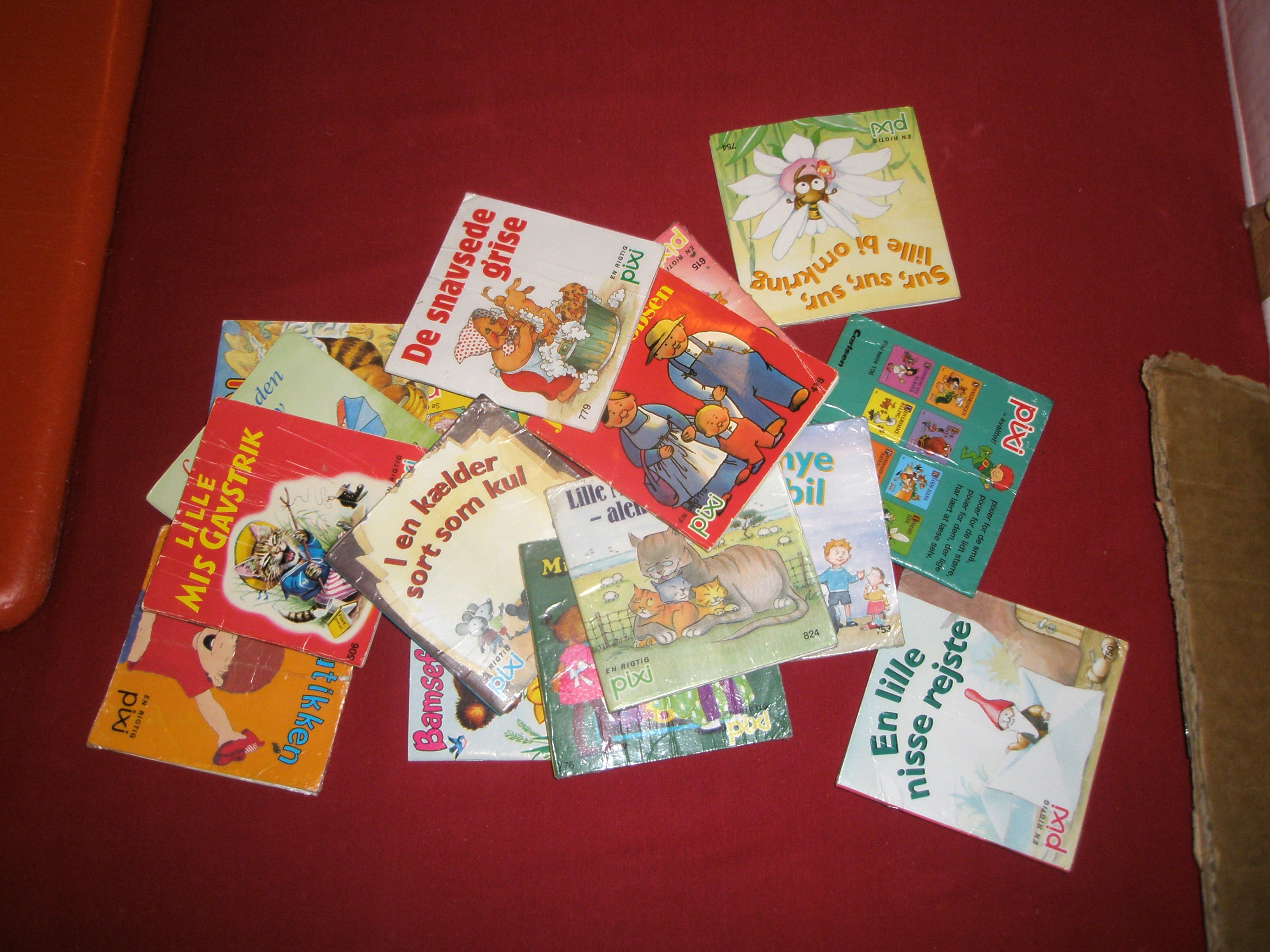
Pixi-Bücher auf Dänisch (Pixibøger)

## Konzept
Alle Pixi-Bücher sind quadratisch, haben das Format von 10 cm × 10 cm und meist jeweils 24 Seiten, wobei die inneren Umschlagsseiten bei manchen Büchern ebenfalls in die jeweilige Geschichte miteinbezogen sind. Einige neuere Pixi-Bücher haben vier zusätzliche Seiten mit herausnehmbaren Memo-Karten. Typischerweise machen die Bilder etwa die Hälfte bis drei Viertel des Buchinhalts aus.
Neue Titel erscheinen in Serien zu je acht Büchern.
Ein Teil der Bücher sind Kleinausgaben von Bilderbüchern, die im Original ein größeres Format haben (z. B. die „Wunder-Bücher“ und später die „Lesemaus“-Reihe). Andere wurden von vornherein für das Kleinformat geschrieben und gezeichnet.
Viele Pixi-Bücher thematisieren Situationen aus dem Leben von Kindern und sollen helfen, Ängste abzubauen oder die moralisch richtigen Entscheidungen zu treffen. 
Klassiker unter den Pixi-Büchern sind die Geschichten um den seefahrenden Bärenjungen Petzi und seine Freunde Pelle, Pingo, Seebär, Schildkröte und Papagei (z. B. Petzi hat keine Angst, Petzi und der Kobold, Petzi trifft einen chinesischen Vetter). Weitere typische Figuren der frühen Pixi-Bücher sind Susanna und ihr Drachenfreund, ein roter Drache namens Alfonso, Käpt’n Sternhagel, der mit dem Seehund Rudi in einem alten Schiff am Strand lebt, die Glitzerkatze Pellegrine, die mit der Stinkmaus Odoretta in einer Scheune wohnt, und die eisenbahnfahrenden Eichhörnchenkinder Moni und Toni. Dem Elefanten Babar wurde sogar eine eigene Serie gewidmet. Zu den bekanntesten späteren Serienhelden der Pixi-Bücher zählt das Mädchen Conni.
Ikonisch ist die Figur Pixi selbst, ein Waldkobold mit menschlicher Gestalt, roter Zipfelmütze und buschigem Schweif. Pixi taucht auf der Rückseite jedes neueren Pixi-Buchs auf und gibt dort Spiel- und Basteltipps. Seit 1993 spielt Pixi in einer Reihe von Büchern selbst die Hauptrolle. In einem der Pixi-Bücher ist zu sehen, dass er selbst Schriftsteller ist und in seinem unterirdischen Baumwurzelhaus Bücher entwirft.
Gezeichnet wurden Conni und Pixi ursprünglich von Eva Wenzel-Bürger (2025 verstorben), später von anderen Illustratoren. Seit 2003 stammen die Zeichnungen der Figur Pixi von Dorothea Tust.

## Geschichte

Frühes Pixi-Buch-Logo

Das erste deutsche Pixi-Buch wurde am 29. April 1954 auf der Frankfurter Buchmesse vorgestellt. Benannt wurden sie nach dem englischen „pixy“, was auf Deutsch „Kobold“, Fee oder Elfe bedeutet. Der dänische Verleger Per Hjald Carlsen (Carlsen Verlag) hatte die Rechte der amerikanischen Pixie Books erworben, die dort bereits seit den 1940er Jahren verkauft wurden. 1954 stellte er auf der Frankfurter Buchmesse seine Version vor. Das erste Buch hieß Miezekatzen. 
In den 1960er Jahren bis zum Jubiläum im Jahr 2014 erschienen über 2000 Pixi-Titel in 290 Serien mit einer Gesamtauflage von über 450 Millionen Exemplaren erschienen. und mehr als 3000 verschiedene Titel.

Pixi-Bücher-Logo 1959 bis 1984

Pixi-Bücher Logo von 1985 bis 2002

Anlässlich des 70. Jubiläums der Bücherreihe im Jahr 2024 veranstaltet das Altonaer Museum in Hamburg eine von der Illustratorin Regina Kehn kuratierte Ausstellung.
In der Gegenwart gehören die Pixis zu den beliebtesten deutschsprachigen Vorlesebüchern. 
Da mehrere Generationen der mit Pixi-Büchern aufgewachsenen Kinder inzwischen selbst erwachsen sind, sind Pixi-Bücher inzwischen auch ein Sammelobjekt geworden, vor allem die frühen Ausgaben aus den 1950er bis 1970er Jahren.

## Ausgaben
Das Konzept wurde auch in ausländische Kulturen übertragen. 2014 erschienen Pixi-Bücher außer auf Deutsch u. a. auch auf Englisch, Rumänisch, Finnisch, Chinesisch und Albanisch.
Es gab zahlreiche Werbe-Sonderauflagen der Pixi-Bücher. So warben zum Beispiel die Musikschulen im Verband deutscher Musikschulen mit dem Pixi-Buch Conni macht Musik (Sonderauflage mittlerweile vergriffen), die Deutsche Bahn, die Volksbank, die IG Metall oder die Kampagne „Rauchmelder sind Lebensretter“ mit Pixi-Büchern für ihre Belange. 2021 erschien zum damals aktuellen Thema COVID-19-Pandemie das Pixi-Buch Bleib gesund! Gemeinsam gegen Viren der Initiative Gesundheitsindustrie Hessen (IGH), und der Bundesbeauftragte für den Datenschutz und die Informationsfreiheit (BfDi) sponsorte eine Reihe zur Vermittlung von Datenschutzbelangen.
Zu besonderen Anlässen erscheinen besondere Pixi-Bücher und -Serien, zum Beispiel für die 200. Serie im April 2011. Für diese Serie schrieben prominente Mütter und Väter acht Pixi-Geschichten. Die Autoren waren Heidi Klum, Anke Engelke, Cornelia Funke, Fatih Akın und seine Frau Monique, Jörg Pilawa und seine Frau Irina, Sarah Wiener, Dana Schweiger sowie Giovanni di Lorenzo und seine Frau Sabrina Staubitz. Zum 60-jährigen Bestehen schrieben Peter Härtling, Andreas Steinhöfel und Cornelia Funke erstmals für die Serie.
Ableger der Pixi-Serie sind Maxi-Pixi-Bilderbücher im quadratischen Format 15,7 cm × 15,7 cm, Pixi-Wissen mit Sachbüchern für Grundschüler und Baby-Pixi aus einem wasserfesten, schadstofffreien und reißfesten Material im Format 14 cm × 14 cm. Weitere Pixi-Serien sind die Beschäftigungsbücher Pixi-kreativ und Ricky, der Waschbär.

## Trivia
Der kleine Kobold Pumuckl in der Fernsehserie Meister Eder und sein Pumuckl besitzt das Pixi-Kinderbilderbuch Familie Maulwurf (Nr. 289). In Folge 9 liegt er auf einem Puppenstubensofa und liest darin.